# Wereldkampioenschappen veldrijden 1993
De wereldkampioenschappen veldrijden 1993 werden gehouden op 30 en 31 januari 1993 in Corva, Italië. Dit jaar vond voor de laatste keer het kampioenschap voor amateurs plaats.

## Uitslagen

### Mannen, elite
| Plaats | Renner             | Land        | Tijd    |
| ------ | ------------------ | ----------- | ------- |
|        | Dominique Arnould  | Frankrijk   | 1:03.17 |
| Zilver | Mike Kluge         | Duitsland   | + 0.09  |
| Brons  | Wim de Vos         | Nederland   | + 0.16  |
| 4.     | David Pagnier      | Frankrijk   | + 0.47  |
| 5.     | Adrie van der Poel | Nederland   | + 2.07  |
| 6.     | Fabrizio Margon    | Italië      | + 2.22  |
| 7.     | Beat Wabel         | Zwitserland | + 2.33  |
| 8.     | Paul De Brauwer    | België      | + 2.36  |
| 9.     | Sandro Bono        | Italië      | + 2.37  |
| 10.    | Luca Bramati       | Italië      | + 2.46  |

### Jongens, junioren
| Plaats | Renner            | Land        | Tijd   |
| ------ | ----------------- | ----------- | ------ |
|        | Kamil Ausbuher    | Tsjechië    | 45.18  |
| Zilver | Jaromír Friede    | Tsjechië    | + 0.38 |
| Brons  | Miguel Martinez   | Frankrijk   | + 0.51 |
| 4.     | Beat Blun         | Zwitserland | + 0.53 |
| 5.     | Urs Steinmann     | Duitsland   | + 1.05 |
| 6.     | Elvis Zucchi      | Italië      | + 1.26 |
| 7.     | Gretienus Gommers | Nederland   | + 1.31 |
| 8.     | Mark Eberhard     | Duitsland   | + 1.57 |
| 9.     | Aleš Mudroch      | Tsjechië    | + 2.35 |
| 10.    | Jader Zolli       | Italië      | z.t.   |

### Mannen, amateurs
| Plaats | Renner              | Land        | Tijd   |
| ------ | ------------------- | ----------- | ------ |
|        | Henrik Djernis      | Denemarken  | 46.23  |
| Zilver | Timo Berner         | Duitsland   | + 0.06 |
| Brons  | Daniele Pontoni     | Italië      | + 0.30 |
| 4.     | Ondřej Lukeš        | Tsjechië    | z.t.   |
| 5.     | Richard Groenendaal | Nederland   | + 0.36 |
| 6.     | Thomas Frischknecht | Zwitserland | + 0.40 |
| 7.     | Dariusz Gil         | Polen       | + 0.43 |
| 8.     | Marc Janssens       | België      | + 0.46 |
| 9.     | Pavel Elsnic        | Tsjechië    | + 0.51 |
| 10.    | Urs Marwalder       | Zwitserland | + 1.08 |

## Medaillespiegel
| Plaats | Land       | Goud | Zilver | Brons | Totaal |
| 1      | Tsjechië   | 1    | 1      | 0     | 2      |
| 2      | Frankrijk  | 1    | 0      | 1     | 2      |
| 3      | Denemarken | 1    | 0      | 0     | 1      |
| 4      | Duitsland  | 0    | 2      | 0     | 2      |
| 5.     | Nederland  | 0    | 0      | 1     | 1      |
| 5.     | Italië     | 0    | 0      | 1     | 1      |
| Totaal | Totaal     | 3    | 3      | 3     | 9      |

1950 · 
1951 · 
1952 · 
1953 · 
1954 · 
1955 · 
1956 · 
1957 · 
1958 · 
1959 · 
1960 · 
1961 · 
1962 · 
1963 · 
1964 · 
1965 · 
1966 · 
1967 · 
1968 · 
1969 · 
1970 · 
1971 · 
1972 · 
1973 · 
1974 · 
1975 · 
1976 · 
1977 · 
1978 · 
1979 · 
1980 · 
1981 · 
1982 · 
1983 · 
1984 · 
1985 · 
1986 · 
1987 · 
1988 · 
1989 · 
1990 · 
1991 · 
1992 · 
1993 · 
1994 · 
1995 · 
1996 · 
1997 · 
1998 · 
1999 · 
2000 · 
2001 · 
2002 · 
2003 · 
2004 · 
2005 · 
2006 · 
2007 · 
2008 · 
2009 · 
2010 · 
2011 · 
2012 · 
2013 · 
2014 · 
2015 · 
2016 · 
2017 · 
2018 · 
2019 ·
2020 ·
2021 ·
2022 ·
2023 ·
2024 ·
2025

Categorieën

Mannen elite · 
vrouwen elite · 
mannen beloften · 
vrouwen beloften · 
jongens junioren · 
meisjes junioren · 
gemengde estafette

Voormalig:
mannen amateurs